# Bartlaubsänger
Der Bartlaubsänger (Phylloscopus schwarzi) ist eine nordasiatische Art aus der Familie der Laubsängerartigen (Phylloscopidae). Es werden keine Unterarten beschrieben. Das Art-Epitheton schwarzi ehrt den deutschen Astronom Ludwig Schwarz.
Obwohl die Brutgebiete des Bartlaubsängers mehr als 3.000 Kilometer entfernt liegen, werden Irrgäste sehr selten auch in Mitteleuropa beobachtet. Die Beobachtungen stammen überwiegend von der Nordseeküste.

## Beschreibung
Der Bartlaubsänger erreicht eine Körperlänge von zwölf bis dreizehn Zentimeter, was in etwa der Größe seines europäischen Verwandten, des Fitis entspricht. Männchen wiegen im Schnitt knapp vierzehn Gramm, die Weibchen dagegen dreizehn Gramm. Der Rücken der adulten Vögel ist braun und ohne Zeichnung. Die Unterseite ist wie bei den meisten Laubsängern hell. Das auffälligste Merkmal im Gesicht ist ein langer weißer Überaugenstreif, der Schnabel ist spitz und kräftiger als der des ansonsten ähnlichen Dunkellaubsängers. Im Vergleich zu diesem sind die Beine des Bartlaubsängers etwas heller und wirken insgesamt größer. Wie bei Laubsängern üblich gibt es keinen auffallenden Sexualdimorphismus. Jungvögel sind den adulten ähnlich, besitzen aber eine gelblichere Unterseite.

Verbreitung des Bartlaubsängers:
Brutgebiete
Migration
Überwinterungsgebiete

Das Verbreitungsgebiet des Bartlaubsängers reicht von der Region von Sachalin über das Amurland bis in den Nordosten der Volksrepublik China und den Norden Koreas. In westlicher Verbreitungsrichtung kommt der Bartlaubsänger durch den Süden Sibiriens bis nach Mittelsibirien am oberen Ob vor. Es gibt kein europäisches Brutvorkommen.
Das Winterquartier des Bartlaubsängers ist der Südosten Asiens von China bis Myanmar. Sie fangen ab September an, aus dem Brutgebiet wegzuziehen und erreichen den Nordrand ihres Winterquartiers Ende Oktober. Der Rückzug beginnt Mitte März und die Brutplätze werden ab Mitte Mai wieder erreicht.
Der Lebensraum sind lichte Wälder, die eine gut entwickelte Kraut- oder Strauchschicht aufweisen. Er kommt außerdem am Randgebiet dichter Taiga vor und siedelt in Gebirgen auch an der oberen Waldgrenze. Die Nahrung besteht aus Spinnen und Insekten. Die Nahrung wird überwiegend in der Kraut- und unteren Strauchschicht gesucht.

## Belege

### Einzelbelege
1. ↑   Bauer et al., S. 182